# أندرو شيم
أندرو شيم (بالإنجليزية: Andrew Shim) هو ممثل بريطاني، ولد في 18 أغسطس 1983 بميامي في الولايات المتحدة.

## أعمال

### أفلام
- (2006) هذه هي إنجلترا[4][5]

## وصلات خارجية
- أندرو شيم على موقع IMDb (الإنجليزية)
- أندرو شيم على موقع ألو سيني (الفرنسية)
- أندرو شيم على موقع أول موفي (الإنجليزية)
- أندرو شيم على موقع قاعدة بيانات الأفلام السويدية (السويدية)
- أندرو شيم على موقع قاعدة بيانات الفيلم (الإنجليزية)
- أندرو شيم على موقع كينوبويسك (الروسية)